# Leichtathletik-Weltmeisterschaften 2019/1500 m der Frauen

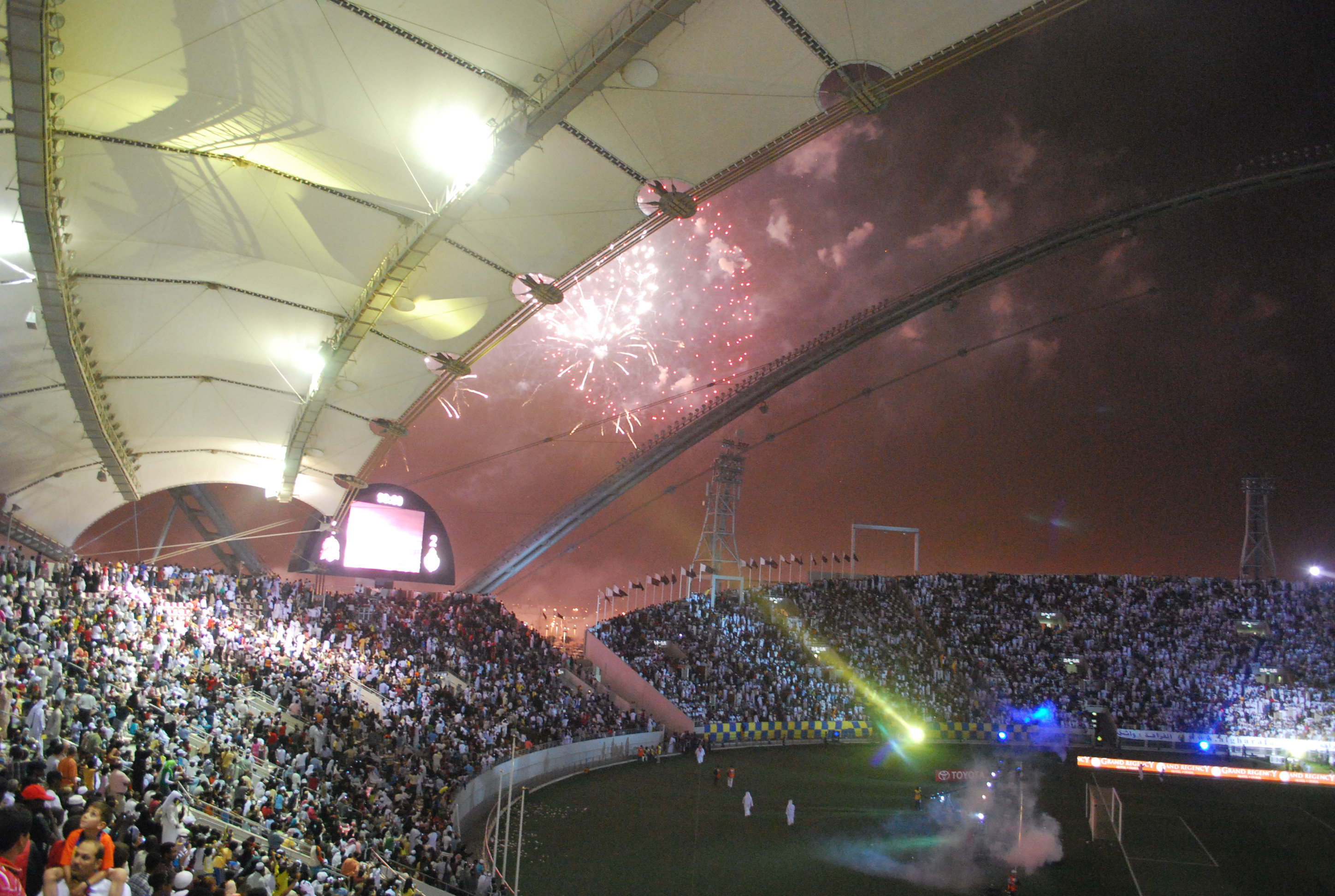
Das Khalifa International Stadium während des Emir Cups im Jahr 2009

Der 1500-Meter-Lauf der Frauen bei den Leichtathletik-Weltmeisterschaften 2019 fand am 2., 3. und 5. Oktober 2019 im Khalifa International Stadium der katarischen Hauptstadt Doha statt.
35 Athletinnen aus 23 Ländern nahmen an dem Wettbewerb teil.
Weltmeisterin wurde die niederländische WM-Dritte von 2015, Europameisterin von 2014 und Vizeeuropameisterin von 2016 Sifan Hassan. Sie war über 5000 Meter WM-Dritte von 2017, Europameisterin von 2018 und Vizeeuropameisterin von 2016. Hier in Doha hatte sie sieben Tage zuvor das Rennen über 10.000 Meter für sich entschieden.

Silber gewann die kenianische Titelverteidigerin, Vizeweltmeisterin von 2015 und aktuelle Olympiasiegerin Faith Kipyegon.

Bronze ging an die Äthiopierin Gudaf Tsegay.

## Rekorde

### Bestehende Rekorde
Vor dem Wettbewerb galten folgende Rekorde:
| Weltrekord | Genzebe Dibaba     | 3:50,07 min | Herculis (IAAF Diamond League), Monaco | 17. Juli 2015   |
| WM-Rekord  | Tatjana Tomaschowa | 3:58,52 min | WM in Paris/Saint-Denis, Frankreich    | 31. August 2003 |

### Rekordverbesserungen
Die niederländische Weltmeisterin Sifan Hassan verbesserte den bestehenden Weltmeisterschaftsrekord im Finale am 5. Oktober um 6,30 Sekunden auf 3:51,95 min.
Außerdem wurden zwei Kontinental- und drei Landesrekorde aufgestellt.
- Kontinentalrekorde:
  - 3:51,95 min (Europarekord) – Sifan Hassan (Niederlande), Finale am 5. Oktober
  - 3:54,99 min (Amerikarekord) – Shelby Houlihan (USA), Finale am 5. Oktober
- Landesrekorde:
  - 4:09,45 min – María Pía Fernández (Uruguay), dritter Vorlauf am 2. Oktober
  - 3:54,22 min – Faith Kipyegon (Kenia), Finale am 5. Oktober
  - 3:56,12 min – Gabriela DeBues-Stafford (Kanada), Finale am 5. Oktober

## Vorläufe
Aus den drei Vorläufen qualifizierten sich die jeweils sechs Ersten jedes Laufes – hellblau unterlegt – und zusätzlich die sechs Zeitschnellsten – hellgrün unterlegt – für das Halbfinale.

### Lauf 1

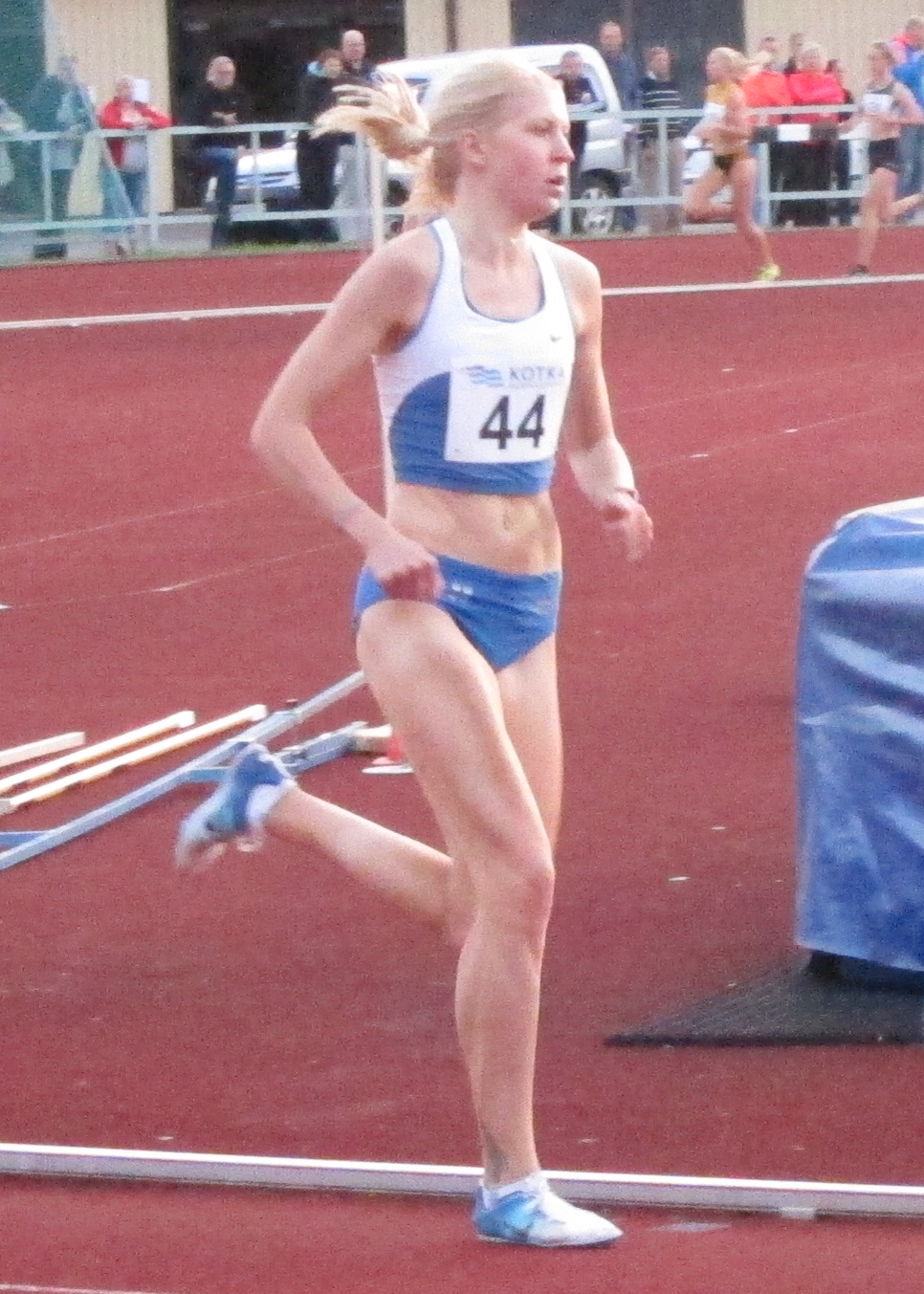
Sara Kuivisto – ausgeschieden als Elfte in 4:08,85 min

2. Oktober 2019, 17:35 Uhr Ortszeit (16:35 Uhr MESZ)
| Platz | Athletin         | Land           | Zeit (min) |
| ----- | ---------------- | -------------- | ---------- |
| 1     | Sifan Hassan     | Niederlande    | 4:03,88    |
| 2     | Faith Kipyegon   | Kenia          | 4:03,93    |
| 3     | Nikki Hiltz      | USA            | 4:04,00    |
| 4     | Winnie Nanyondo  | Uganda         | 4:04,04    |
| 5     | Ciara Mageean    | Irland         | 4:04,18    |
| 6     | Sarah McDonald   | Großbritannien | 4:04,42    |
| 7     | Lemlem Hailu     | Äthiopien      | 4:05,61    |
| 8     | Kristiina Mäki   | Tschechien     | 4:06,61 PB |
| 9     | Esther Guerrero  | Spanien        | 4:06,99    |
| 10    | Georgia Griffith | Australien     | 4:07,73    |
| 11    | Sara Kuivisto    | Finnland       | 4:08,85 PB |

### Lauf 2
2. Oktober 2019, 17:47 Uhr Ortszeit (16:47 Uhr MESZ)
| Platz | Athletin                         | Land           | Zeit (min) |
| ----- | -------------------------------- | -------------- | ---------- |
| 1     | Rababe Arafi                     | Marokko        | 4:08,32    |
| 2     | Winny Chebet                     | Kenia          | 4:08,36    |
| 3     | Gudaf Tsegay                     | Äthiopien      | 4:08,39    |
| 4     | Shelby Houlihan                  | USA            | 4:08,51    |
| 5     | Jessica Hull                     | Australien     | 4:08,71    |
| 6     | Yolanda Ngarambe                 | Schweden       | 4:09,22    |
| 7     | Aisha Praught-Leer               | Jamaika        | 4:09,81    |
| 8     | Palakkeezhil Unnikrishnan Chitra | Indien         | 4:11,10 PB |
| 9     | Caterina Granz                   | Deutschland    | 4:12,36    |
| 10    | Jemma Reekie                     | Großbritannien | 4:12,51    |
| 11    | Maruša Mišmaš                    | Slowenien      | 4:14,94    |
| 12    | Carla Mendes                     | Kap Verde      | 4:23,56    |

Im zweiten Vorlauf ausgeschiedene Läuferinnen:

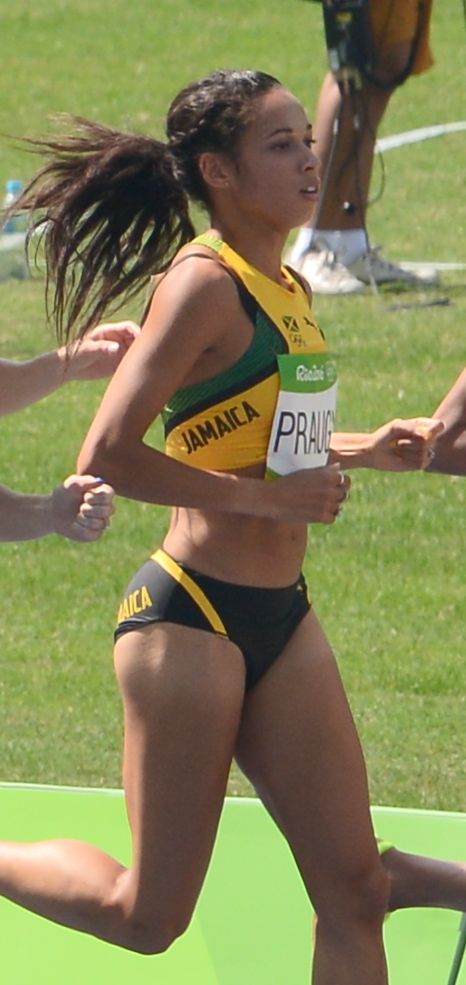
Aisha Praught-Leer Rang sieben in 4:09,81 min
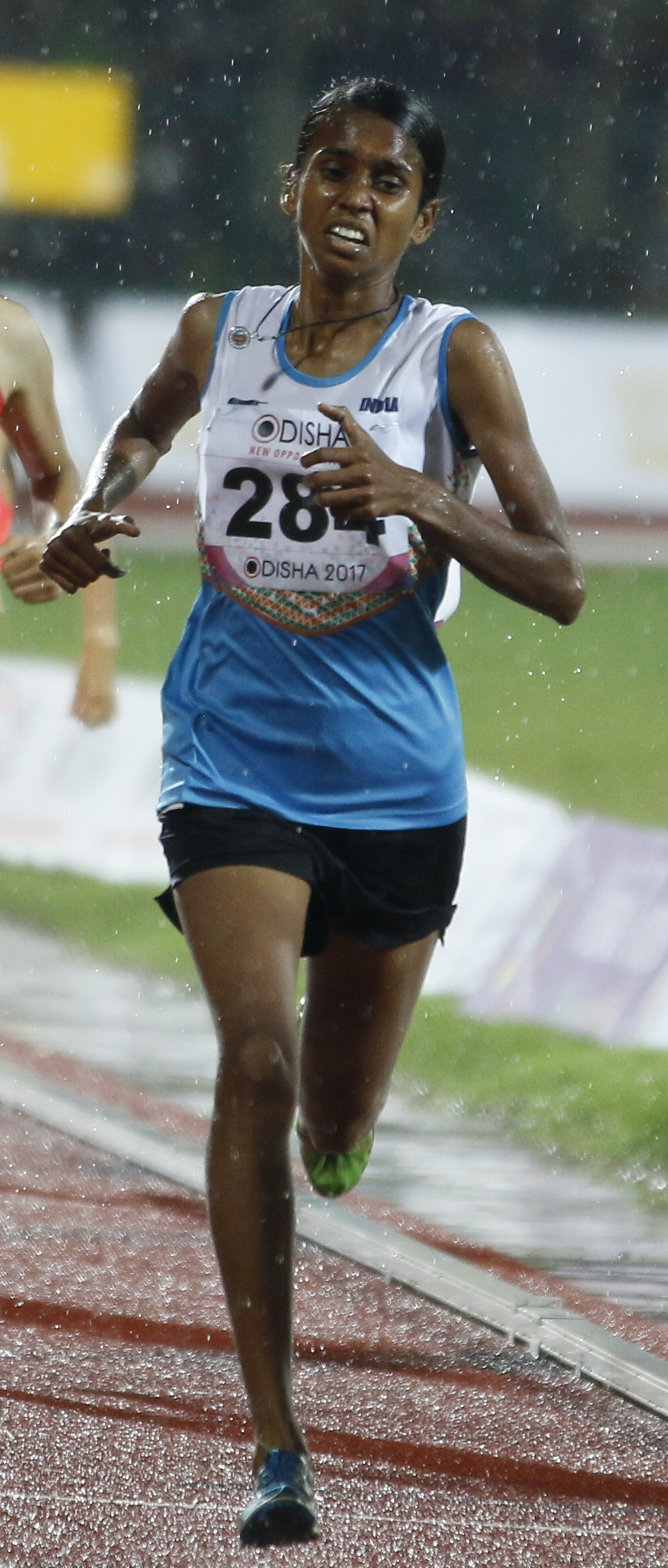
Palakkeezhil Unnikrishnan Chitra Rang acht in 4:11,10 min
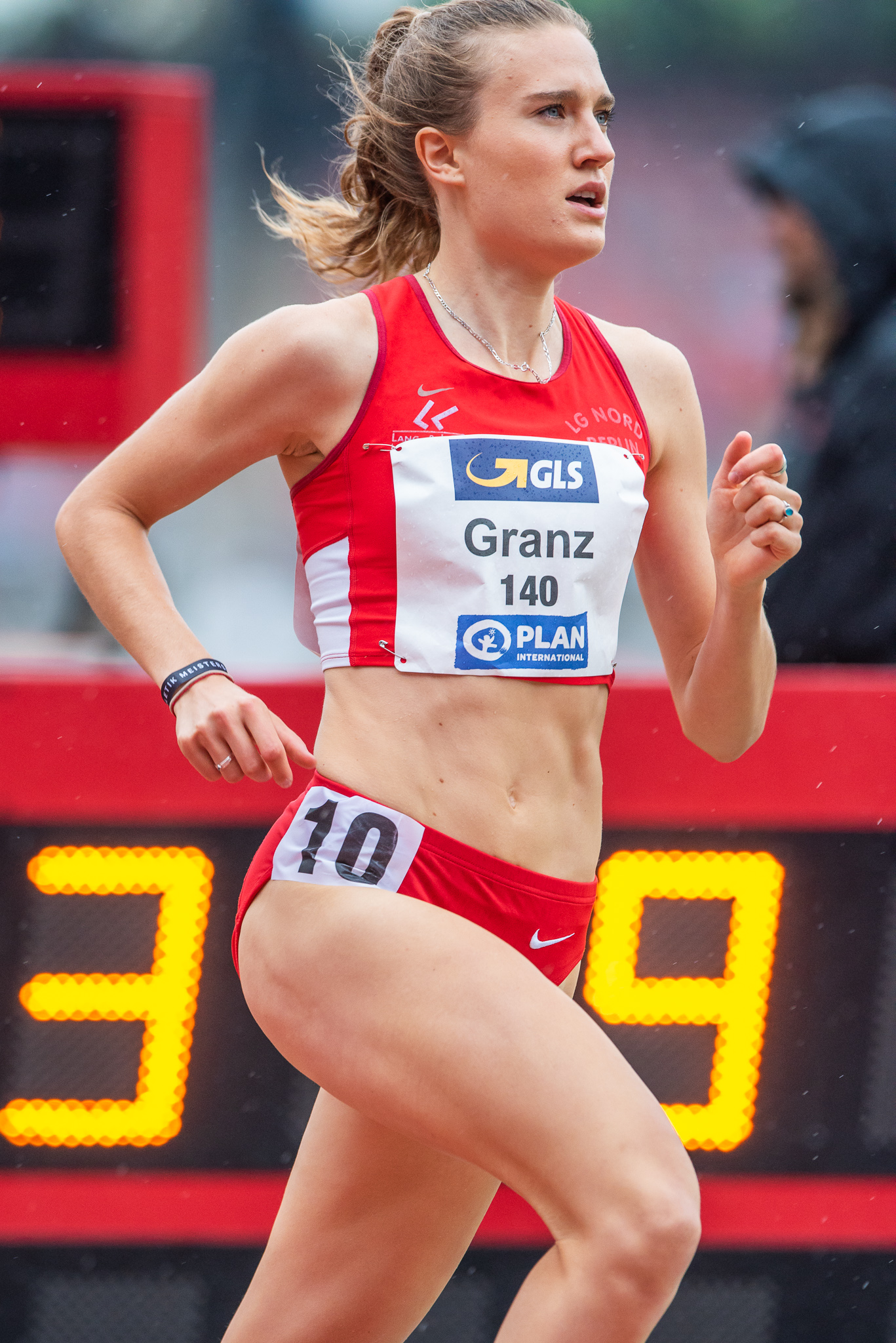
Caterina Granz Rang neun in 4:12,36 min
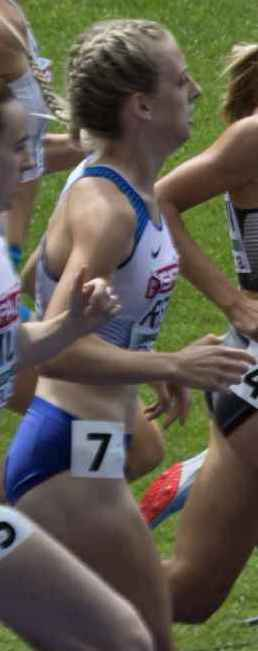
Jemma Reekie Rang zehn in 4:12,51 min

### Lauf 3

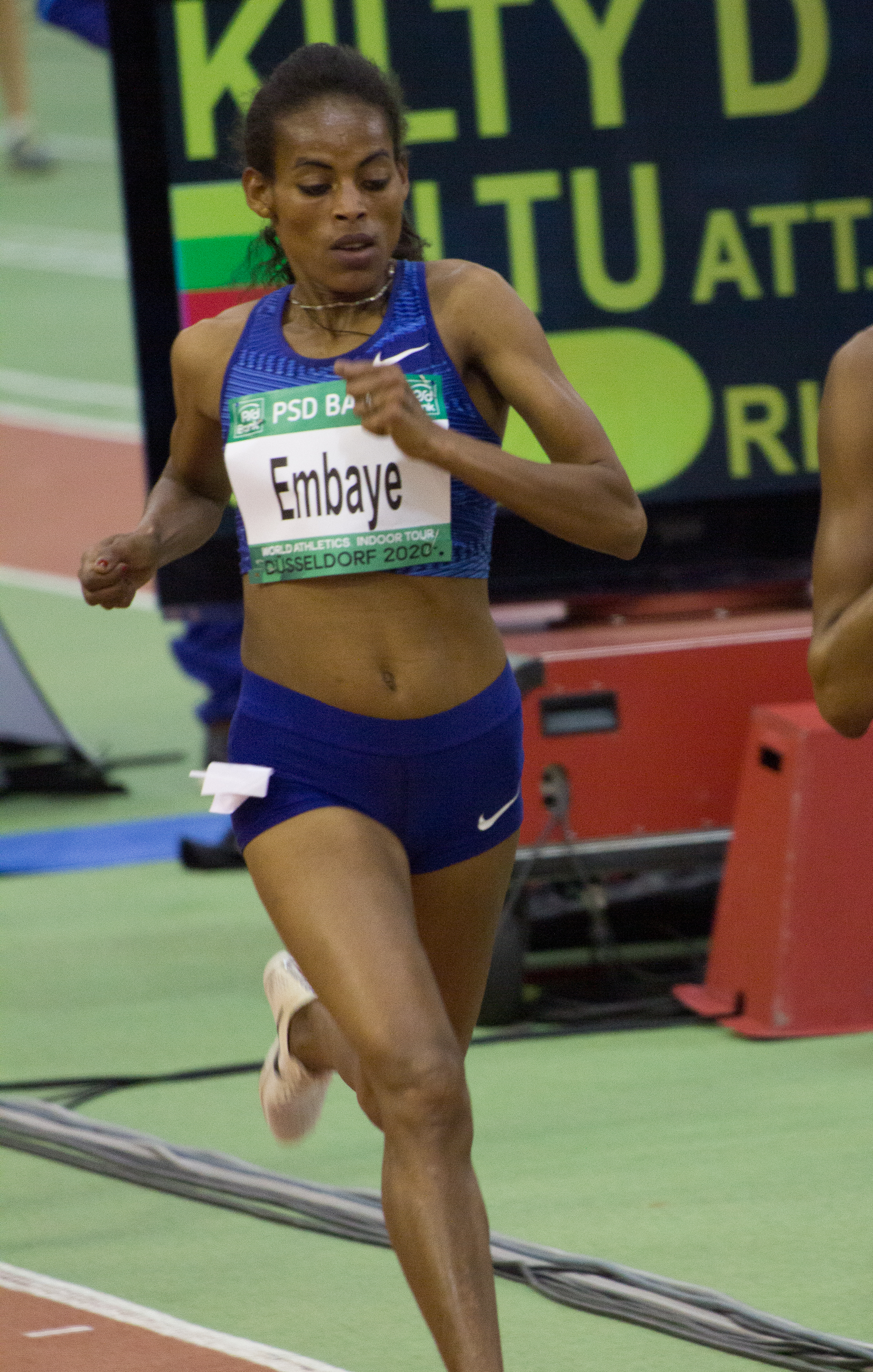
Axumawit Embaye – ausgeschieden als Neunte in 4:08,56 min
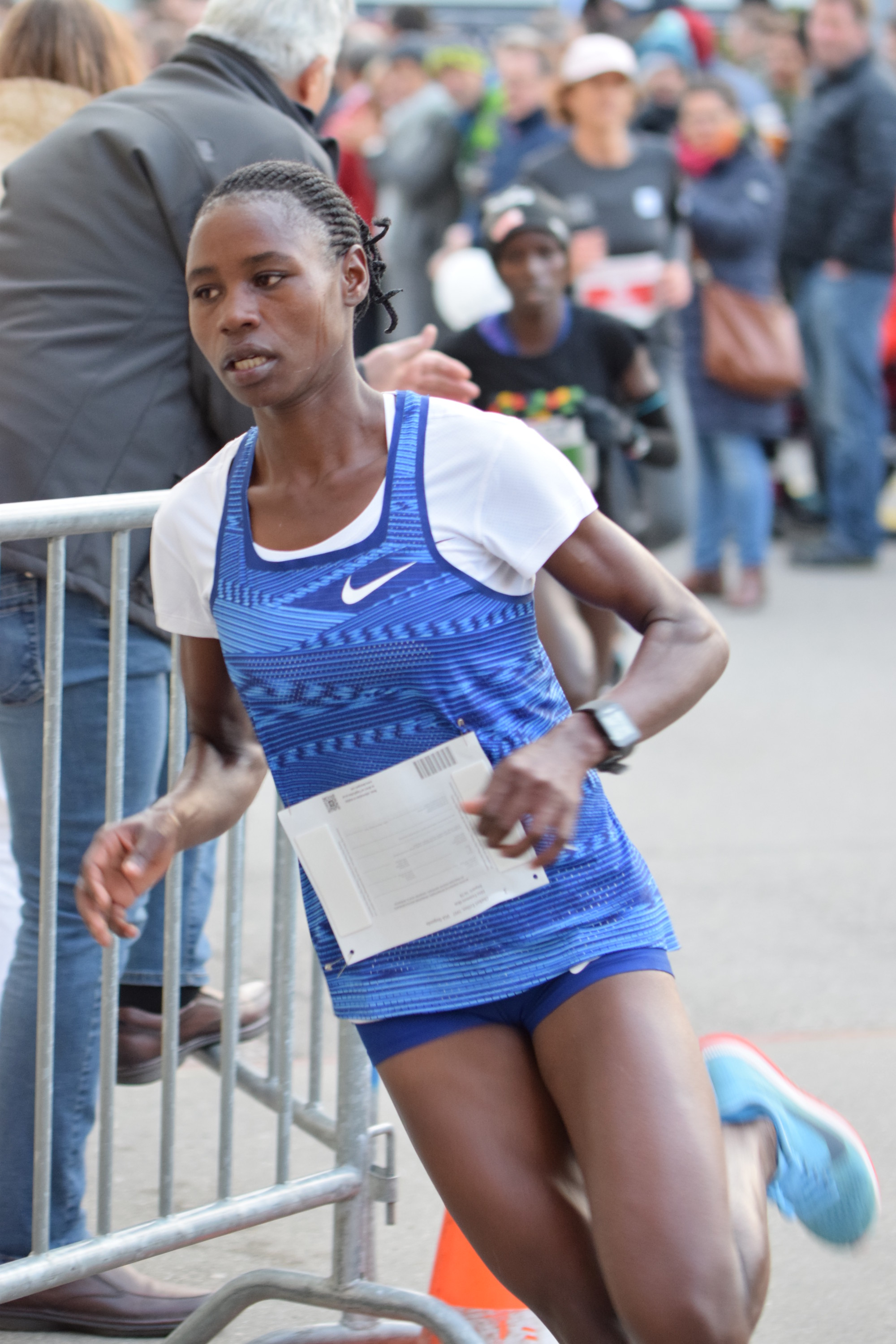
Esther Chebet – ausgeschieden als Zehnte in 4:08,89 min
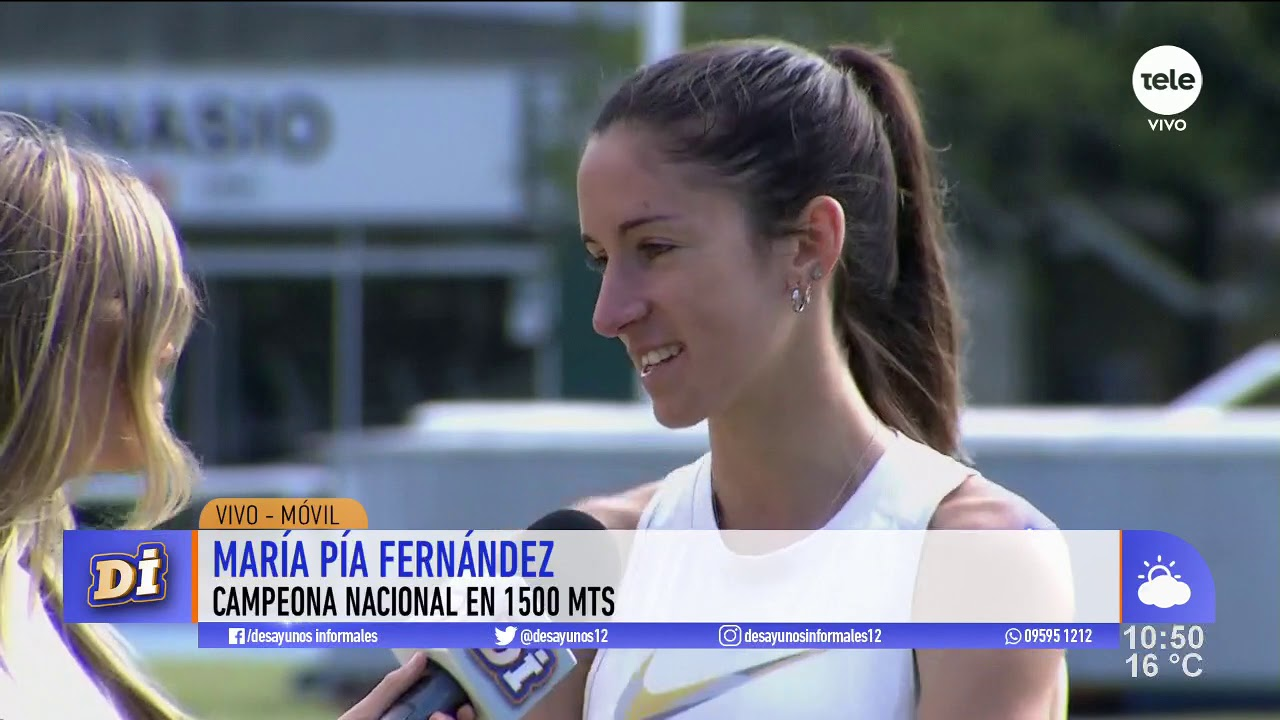
María Pía Fernández – ausgeschieden als Elfte trotz Landesrekords für Uruguay in 4:09,45 min

2. Oktober 2019, 17:59 Uhr Ortszeit (16:59 Uhr MESZ)
| Platz | Athletin                 | Land           | Zeit (min) |
| ----- | ------------------------ | -------------- | ---------- |
| 1     | Jenny Simpson            | USA            | 4:07,27    |
| 2     | Gabriela DeBues-Stafford | Kanada         | 4:07,28    |
| 3     | Laura Muir               | Großbritannien | 4:07,37    |
| 4     | Marta Pérez              | Spanien        | 4:07,48    |
| 5     | Claudia Bobocea          | Rumänien       | 4:07,76    |
| 6     | Malika Akkaoui           | Marokko        | 4:08,05    |
| 7     | Linden Hall              | Australien     | 4:08,12    |
| 8     | Darja Baryssewitsch      | Belarus        | 4:08,19    |
| 9     | Axumawit Embaye          | Äthiopien      | 4:08,56    |
| 10    | Esther Chebet            | Uganda         | 4:08,89    |
| 11    | María Pía Fernández      | Uruguay        | 4:09,45 NR |
| 12    | Neide Dias               | Angola         | 4:28,27    |

## Halbfinale
Aus den zwei Halbfinalläufen qualifizieren sich die jeweils fünf Ersten jedes Laufes – hellblau unterlegt – und zusätzlich die zwei Zeitschnellsten – hellgrün unterlegt – für das Finale.

### Lauf 1

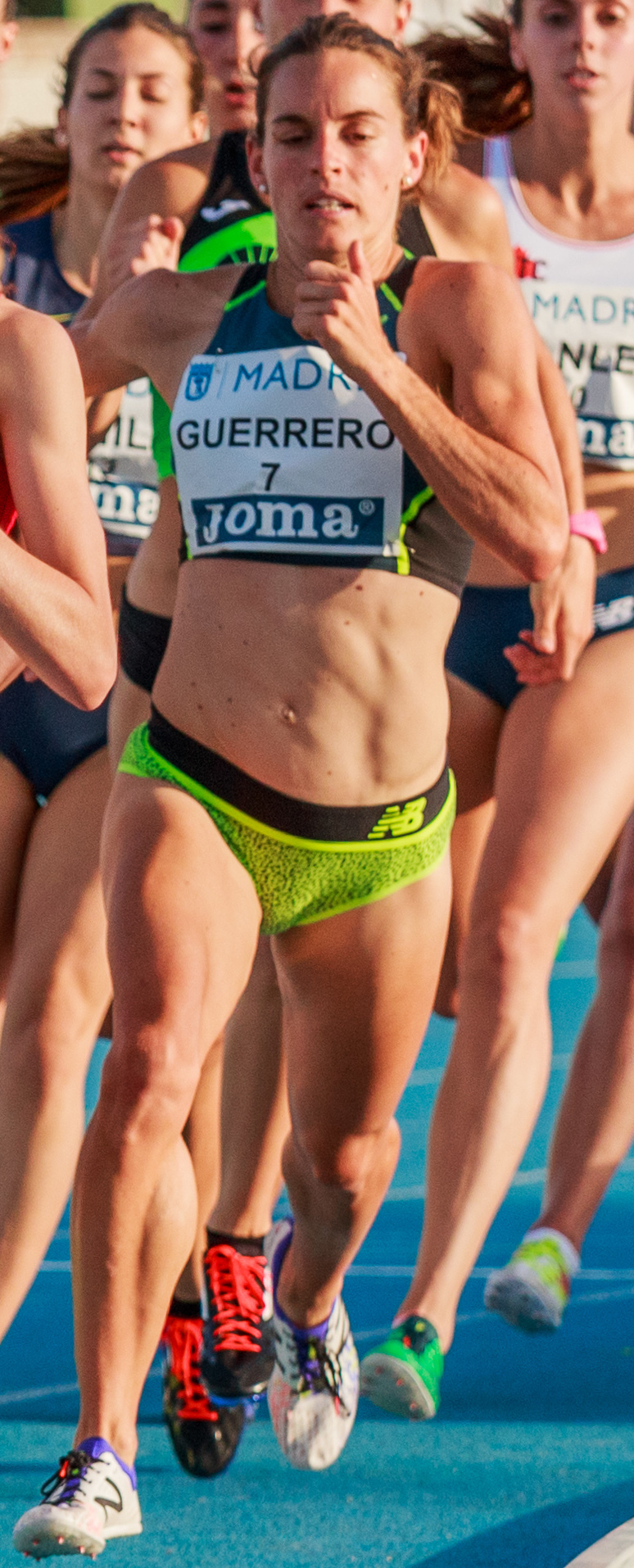
Esther Guerrero – ausgeschieden als Achte in 4:16,66 min
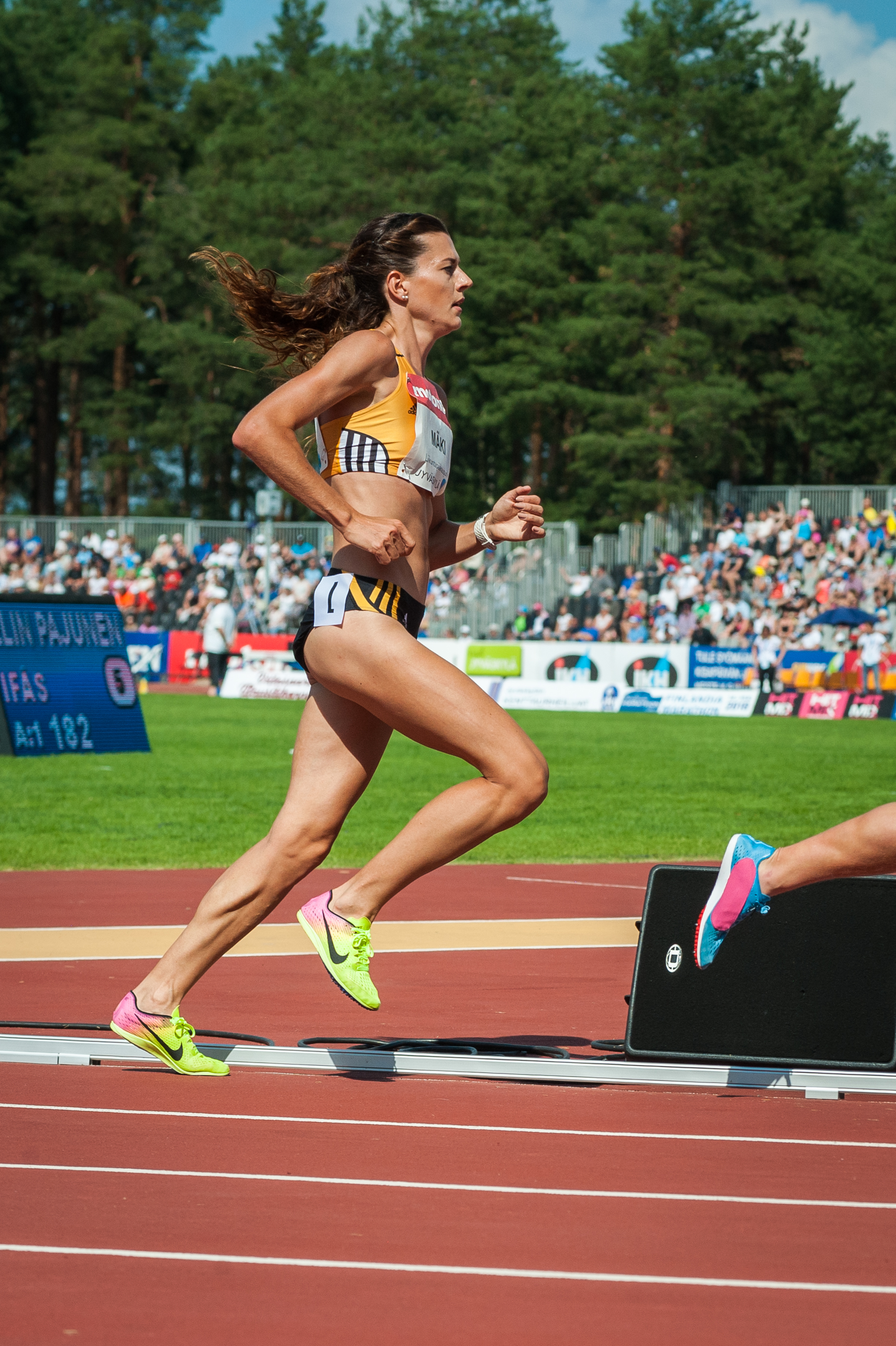
Kristiina Mäki – ausgeschieden als Elfte in 4:17,65 min
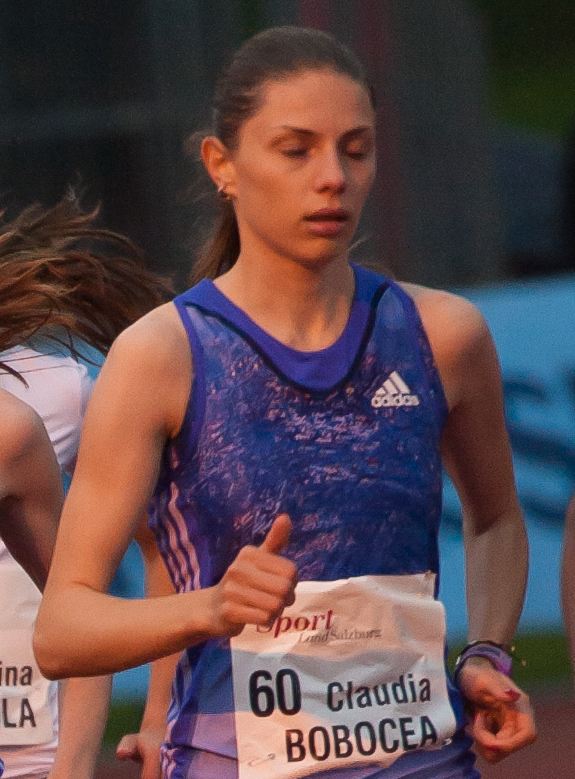
Claudia Bobocea – ausgeschieden als Zwölfte in 4:18,25 min

3. Oktober 2019, 23:00 Uhr Ortszeit (22:00 Uhr MESZ)
| Platz | Athletin            | Land           | Zeit (min) |
| ----- | ------------------- | -------------- | ---------- |
| 1     | Sifan Hassan        | Niederlande    | 4:14,69    |
| 2     | Shelby Houlihan     | USA            | 4:14,91    |
| 3     | Rababe Arafi        | Marokko        | 4:14,94    |
| 4     | Faith Kipyegon      | Kenia          | 4:14,98    |
| 5     | Ciara Mageean       | Irland         | 4:15,49    |
| 6     | Sarah McDonald      | Großbritannien | 4:15,73    |
| 7     | Lemlem Hailu        | Äthiopien      | 4:16,56    |
| 8     | Esther Guerrero     | Spanien        | 4:16,66    |
| 9     | Darja Baryssewitsch | Belarus        | 4:17,04    |
| 10    | Georgia Griffith    | Australien     | 4:17,15    |
| 11    | Kristiina Mäki      | Tschechien     | 4:17,65    |
| 12    | Claudia Bobocea     | Rumänien       | 4:18,25    |

### Lauf 2
3. Oktober 2019, 23:12 Uhr Ortszeit (22:12 Uhr MESZ)
| Platz | Athletin                 | Land           | Zeit (min) |
| ----- | ------------------------ | -------------- | ---------- |
| 1     | Jenny Simpson            | USA            | 4:00,99    |
| 2     | Gabriela DeBues-Stafford | Kanada         | 4:01,04    |
| 3     | Laura Muir               | Großbritannien | 4:01,05    |
| 4     | Gudaf Tsegay             | Äthiopien      | 4:01,12    |
| 5     | Winny Chebet             | Kenia          | 4:01,14    |
| 6     | Winnie Nanyondo          | Uganda         | 4:01,30    |
| 7     | Nikki Hiltz              | USA            | 4:01,52 PB |
| 8     | Jessica Hull             | Australien     | 4:01,80 PB |
| 9     | Yolanda Ngarambe         | Schweden       | 4:03,43 PB |
| 10    | Linden Hall              | Australien     | 4:06,39    |
| 11    | Marta Pérez              | Spanien        | 4:10,45    |
| 12    | Malika Akkaoui           | Marokko        | 4:16,83    |

Im zweiten Halbfinale ausgeschiedene Läuferinnen:

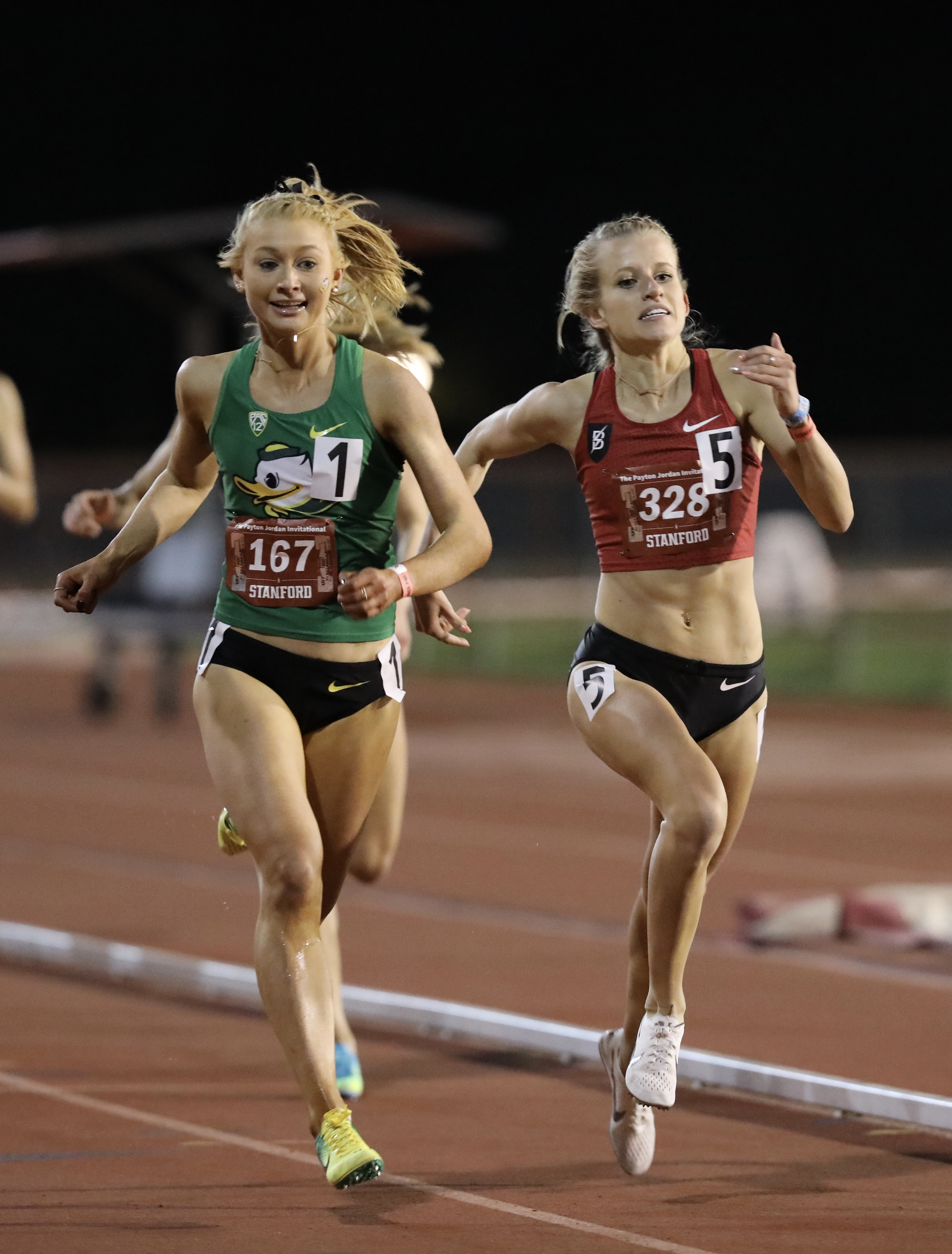
Jessica Hull (links) Rang acht in 4:01,80 min
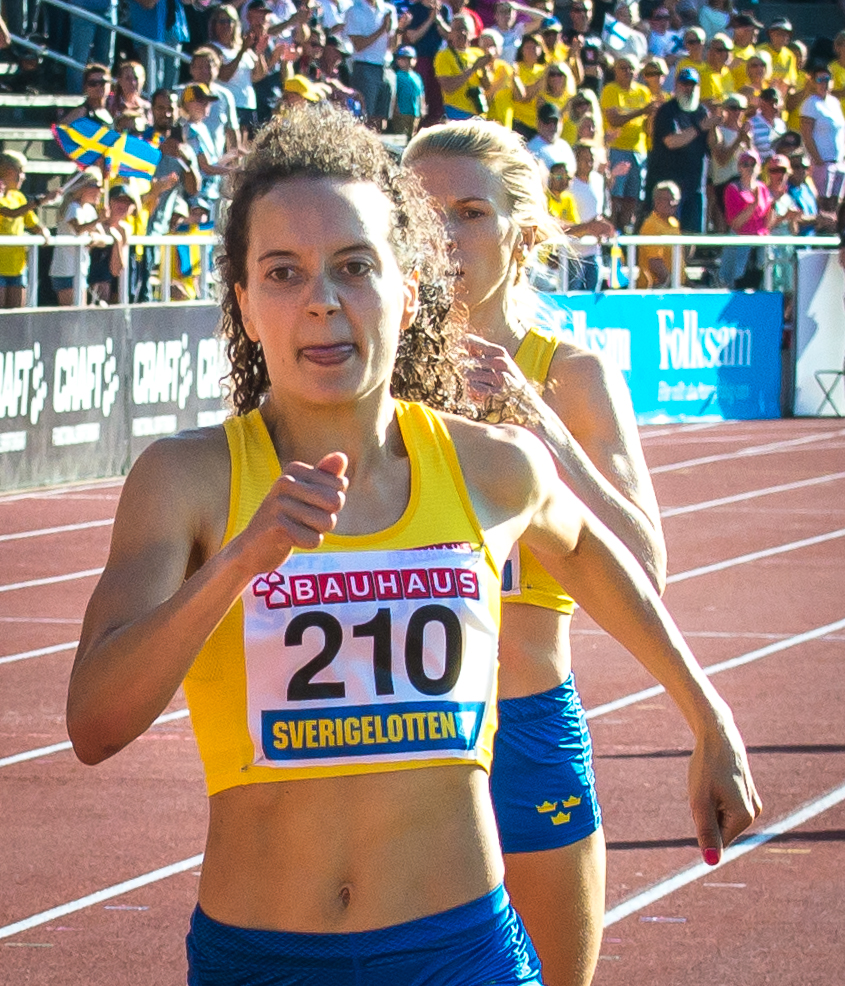
Yolanda Ngarambe Rang neun in 4:03,43 min
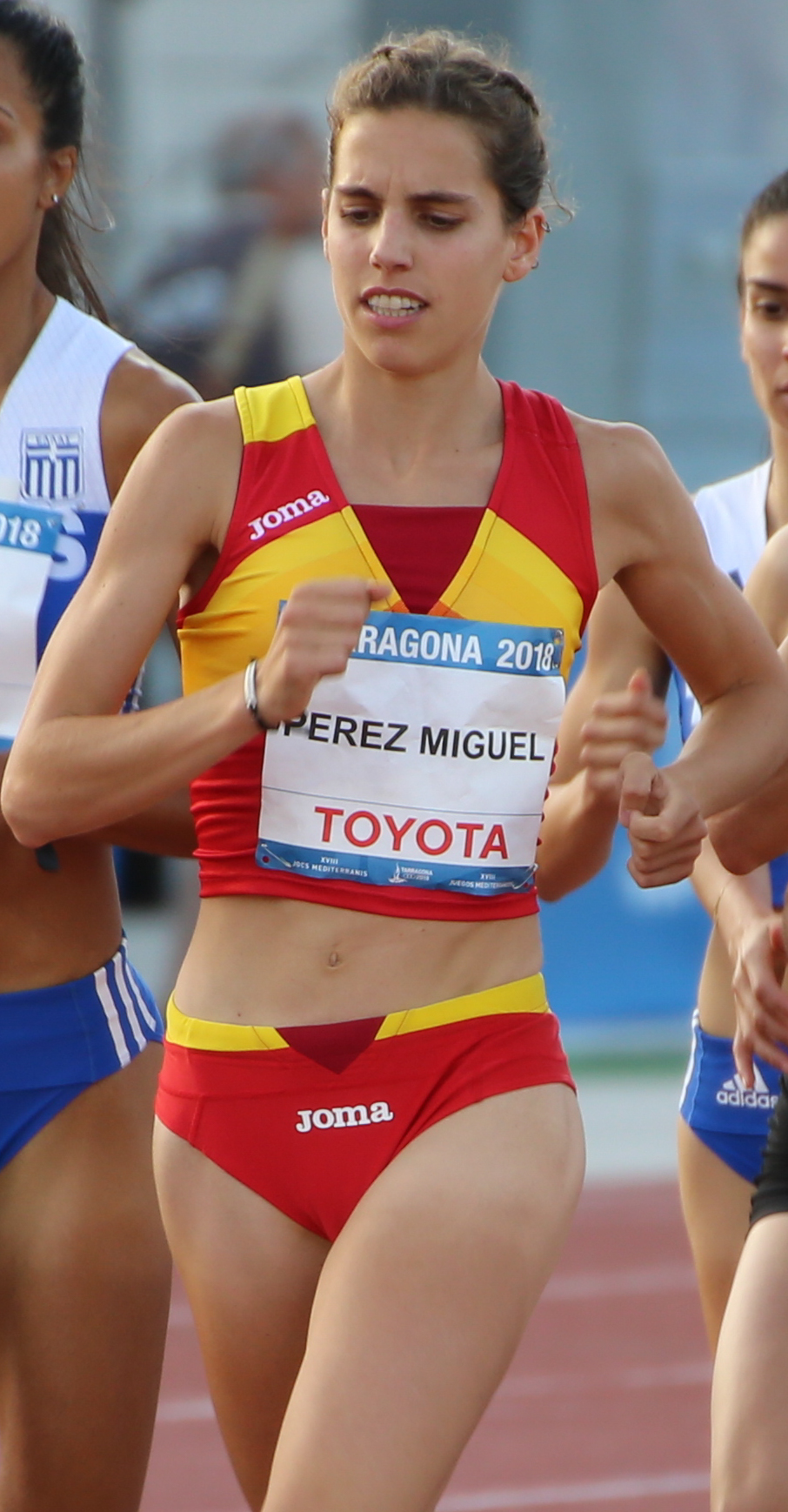
Marta Pérez Rang elf in 4:10,45 min
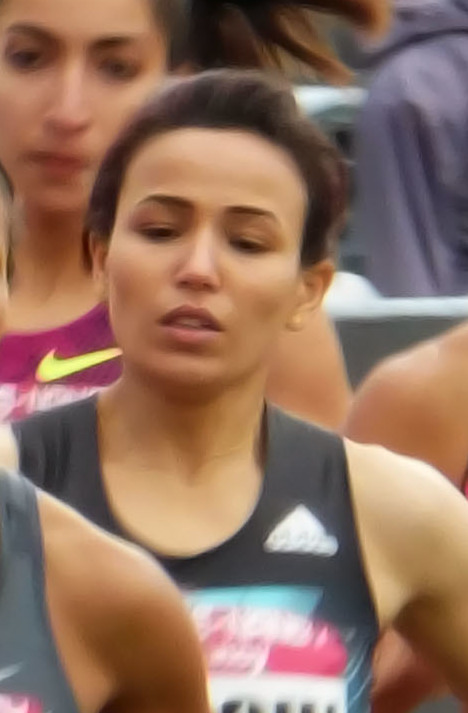
Malika Akkaoui Rang zwölf in 4:16,83 min

## Finale

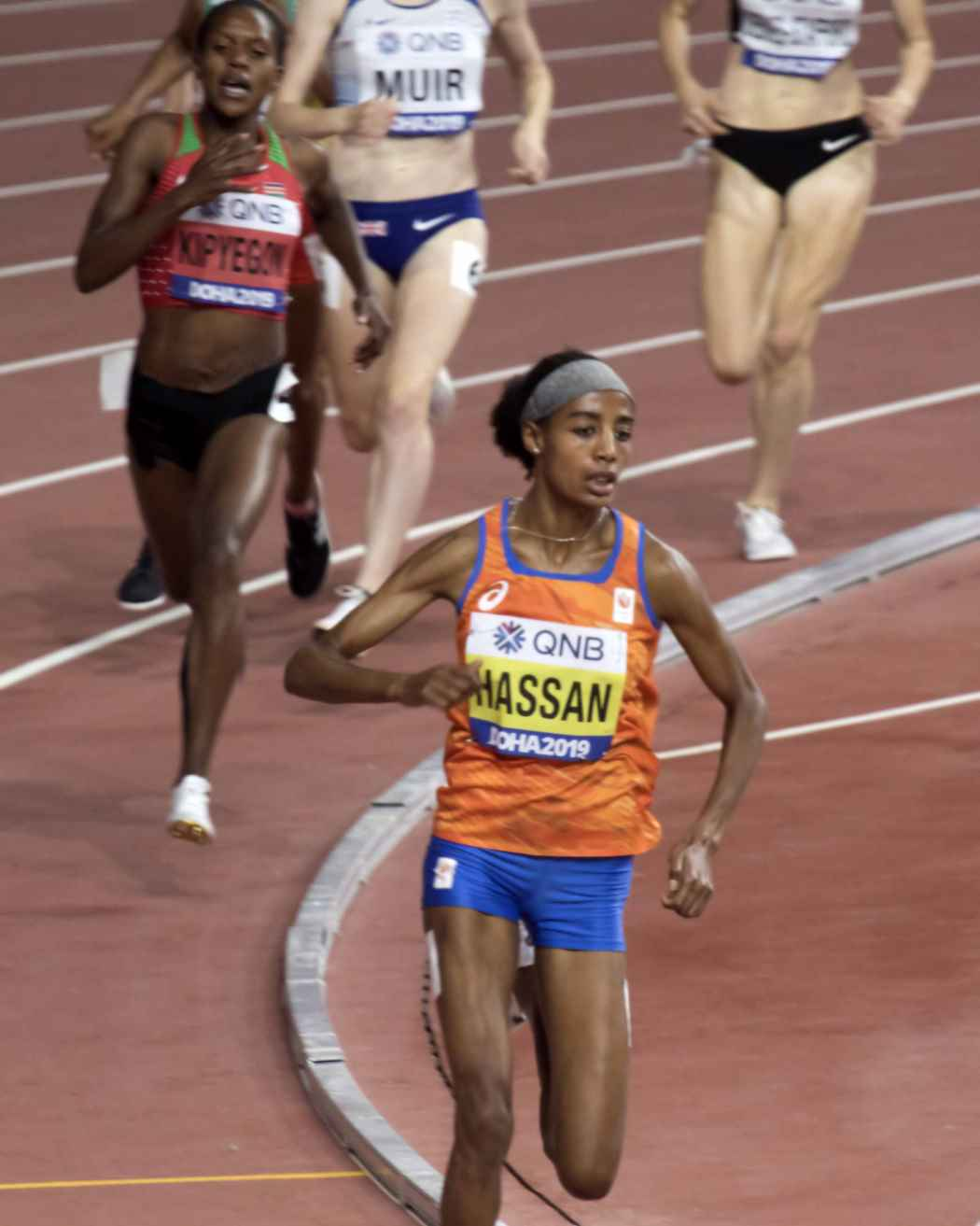
In der Zielkurve des 1500-Meter-Finales: Sifan Hassan deutlich vor Faith Kipyegon

5. Oktober 2019, 20:55 Uhr Ortszeit (19:55 Uhr MESZ)
| Platz | Athletin                 | Land           | Zeit (min)    |
| ----- | ------------------------ | -------------- | ------------- |
|       | Sifan Hassan             | Niederlande    | 3:51,95 CR/ER |
|       | Faith Kipyegon           | Kenia          | 3:54,22 NR    |
|       | Gudaf Tsegay             | Äthiopien      | 3:54,38 PB    |
| 4     | Shelby Houlihan          | USA            | 3:54,99 AM    |
| 5     | Laura Muir               | Großbritannien | 3:55,76 SB    |
| 6     | Gabriela DeBues-Stafford | Kanada         | 3:56,12 NR    |
| 7     | Winny Chebet             | Kenia          | 3:58,20 PB    |
| 8     | Jenny Simpson            | USA            | 3:58,42 SB    |
| 9     | Rababe Arafi             | Marokko        | 3:59,93       |
| 10    | Ciara Mageean            | Irland         | 4:00,15 PB    |
| 11    | Winnie Nanyondo          | Uganda         | 4:00,63       |
| 12    | Nikki Hiltz              | USA            | 4:06,68       |

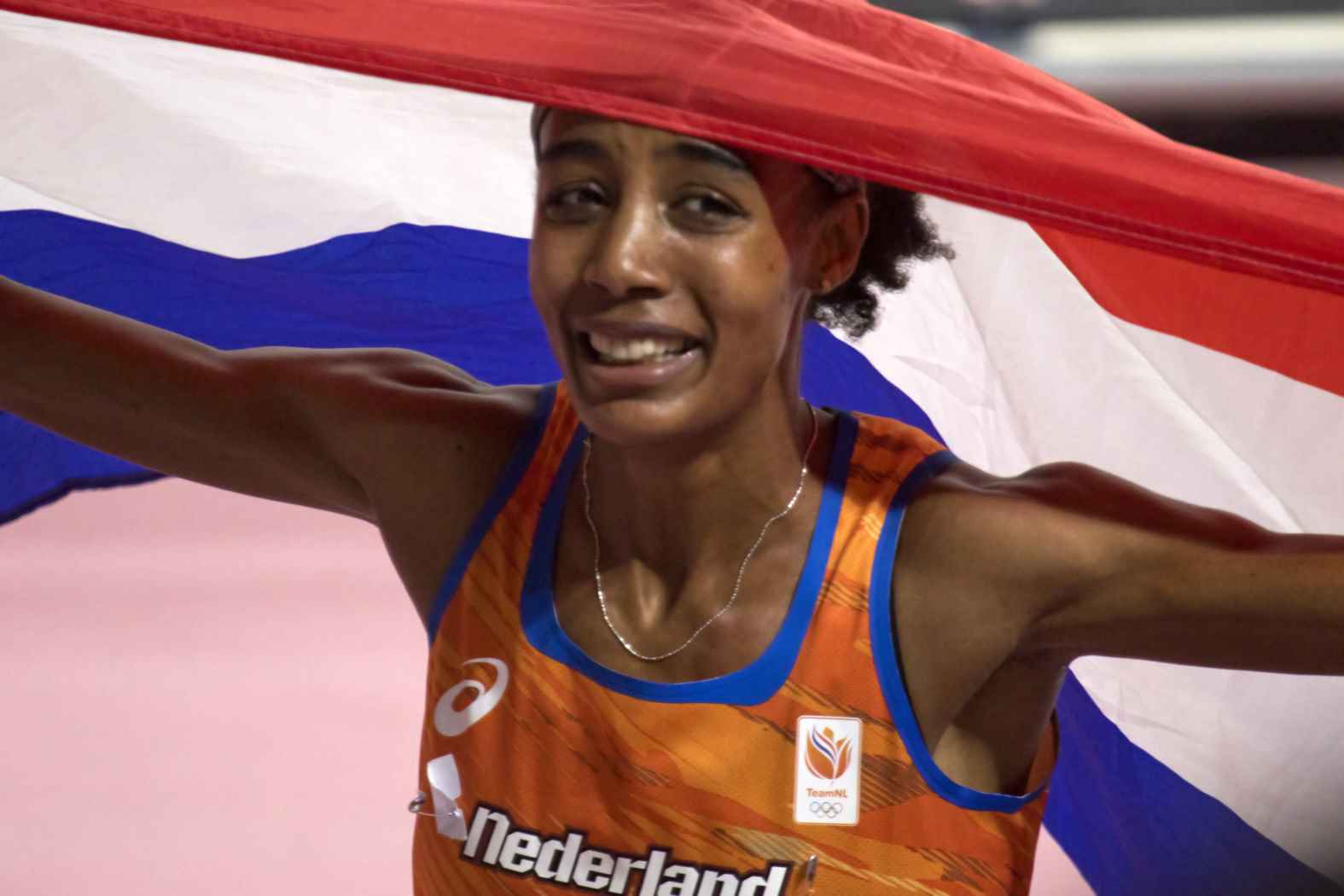
Nach ihrem Sieg eine Woche zuvor über 10.000 Meter wurde Sifan Hassan auch über 1500 Meter Weltmeisterin
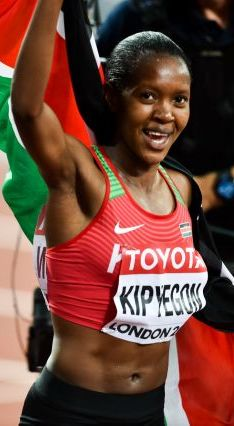
Vizeweltmeisterin Faith Kipyegon
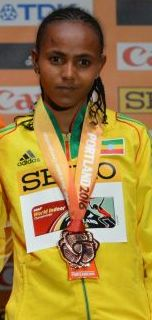
Bronzemedaillengewinnerin Gudaf Tsegay

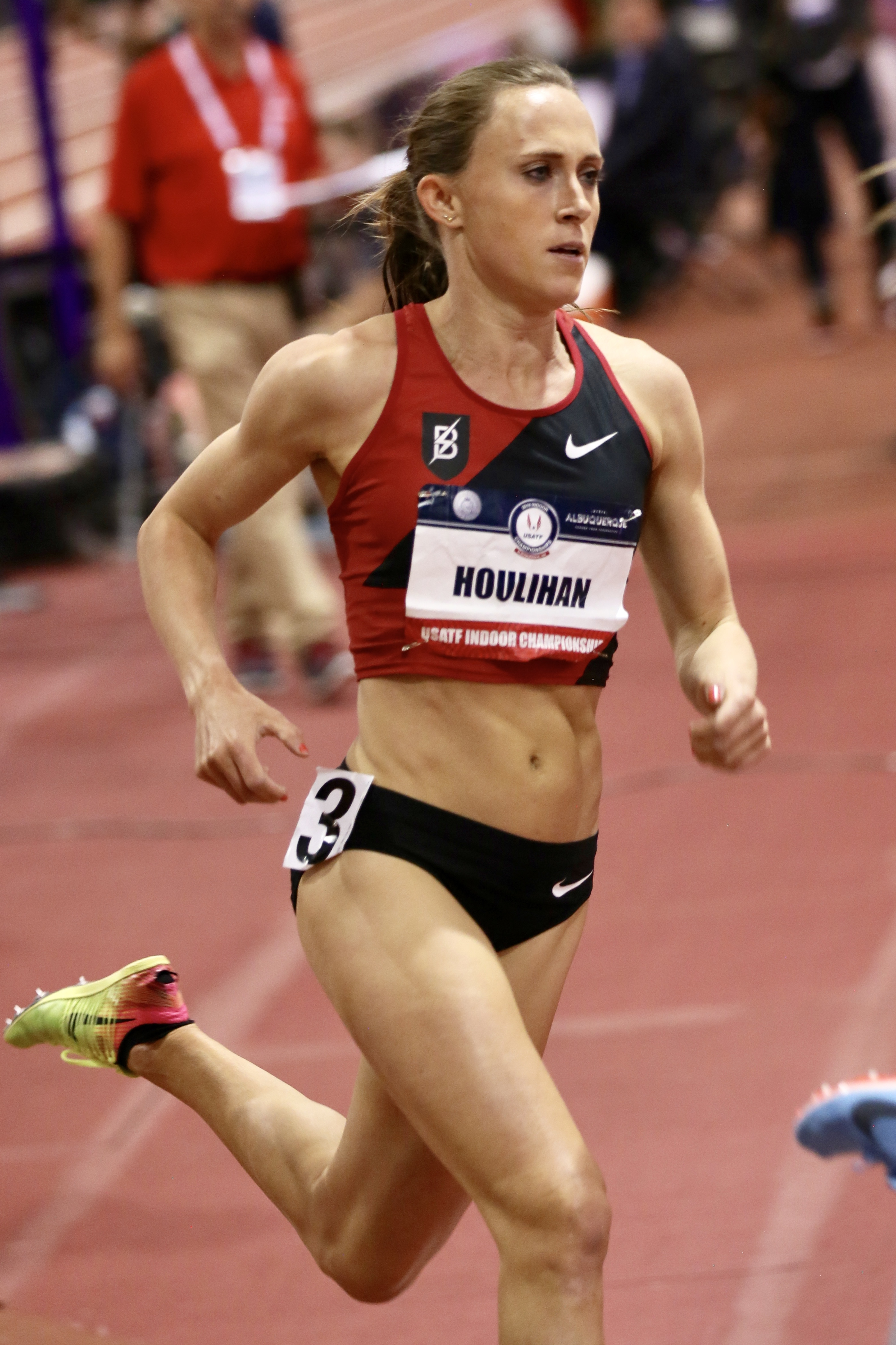
Die viertplatzierte Shelby Houlihan
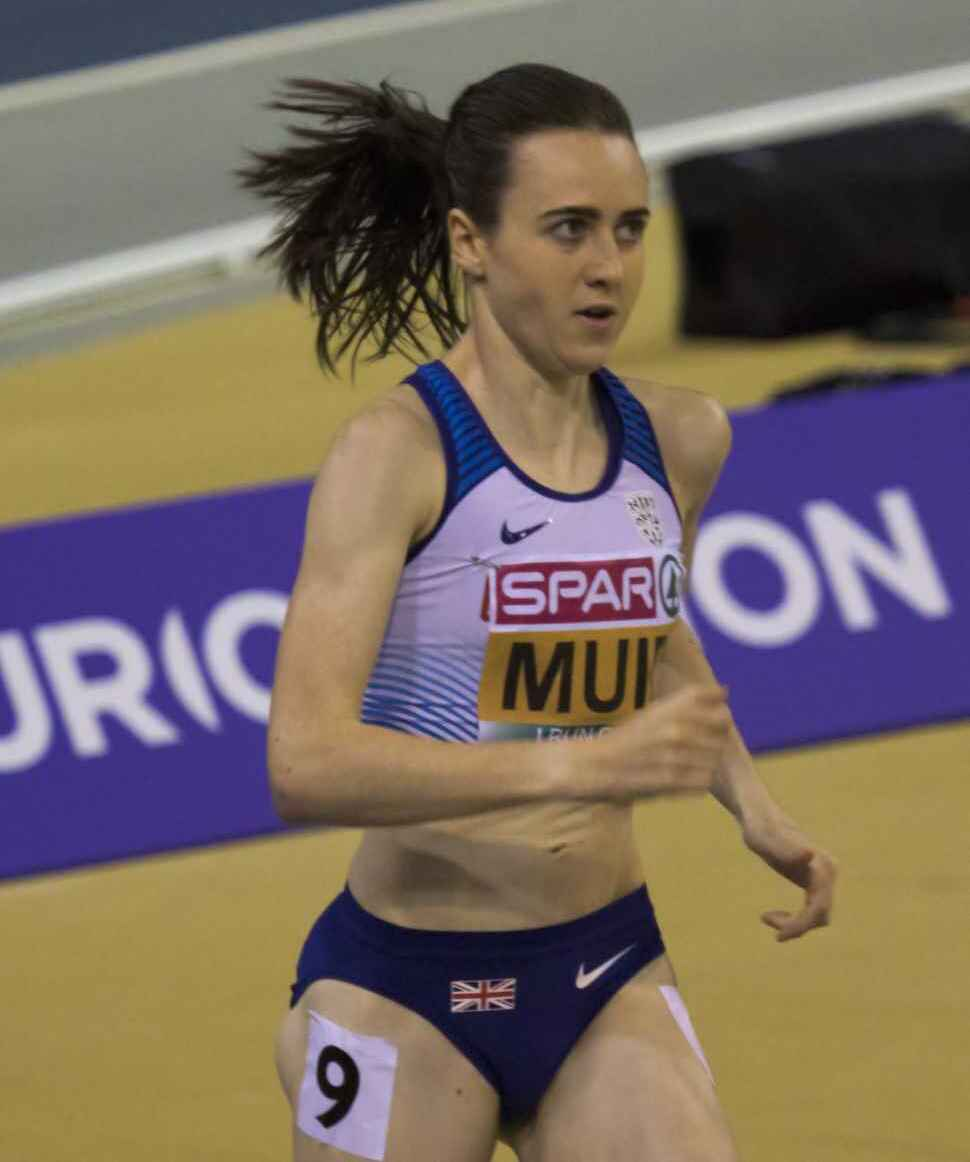
Laura Muir belegte Rang fünf
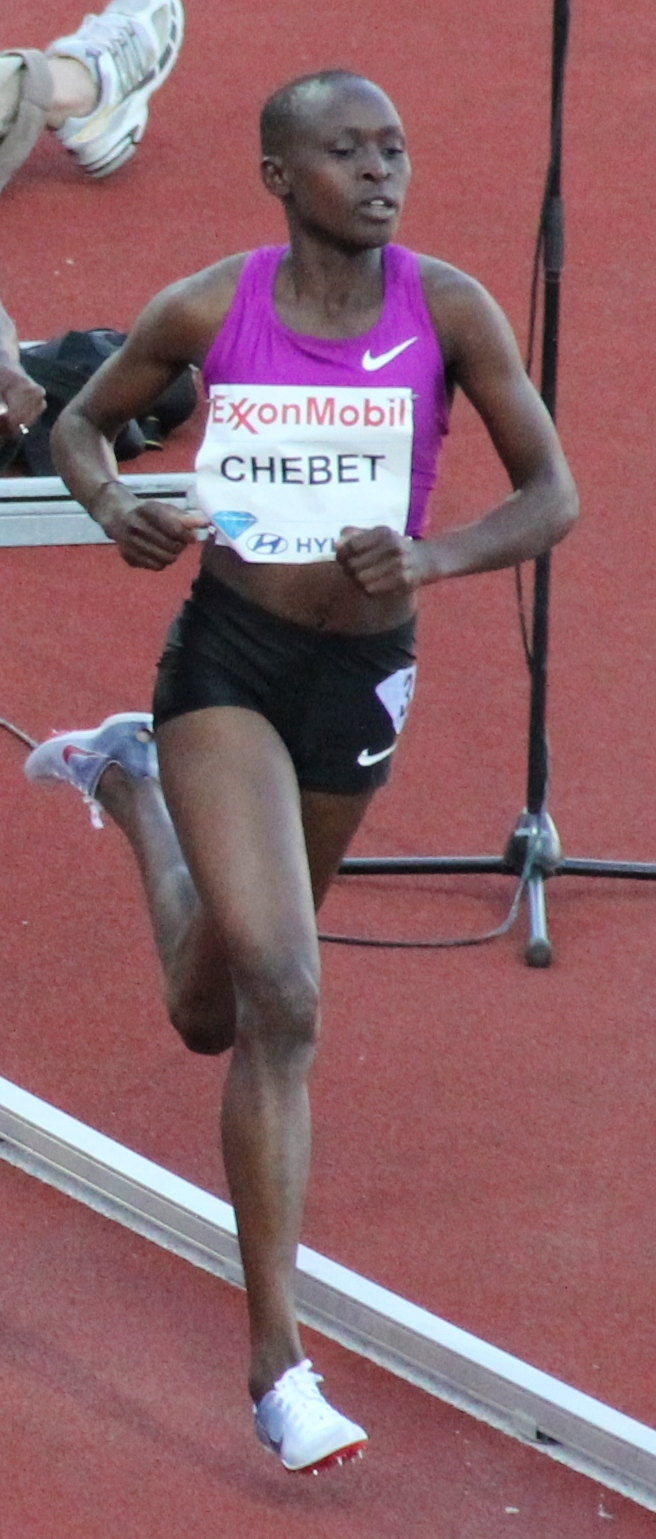
Winny Chebet erreichte Platz sieben
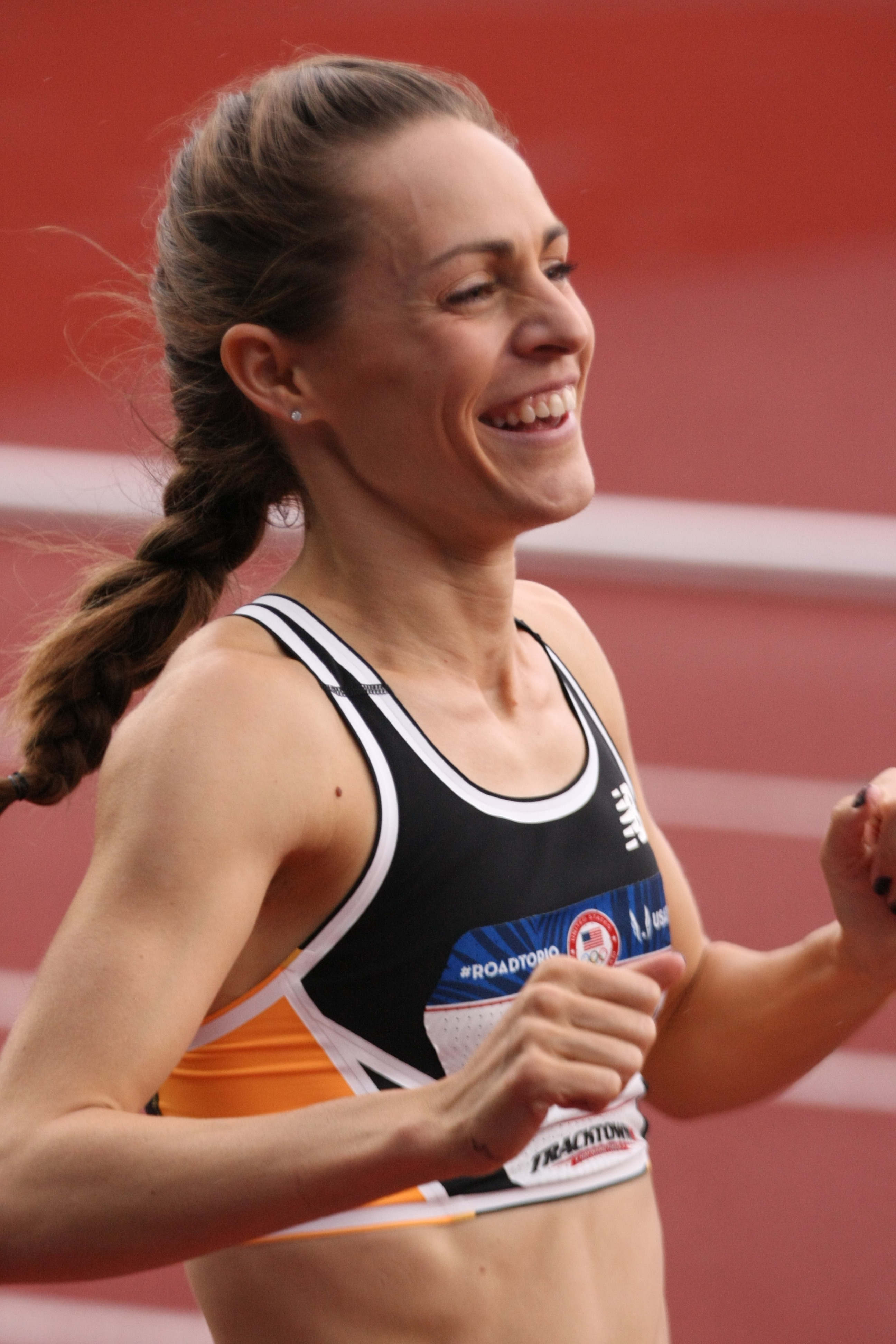
Jenny Simpson – unter anderem Weltmeisterin von 2011 – wurde Achte
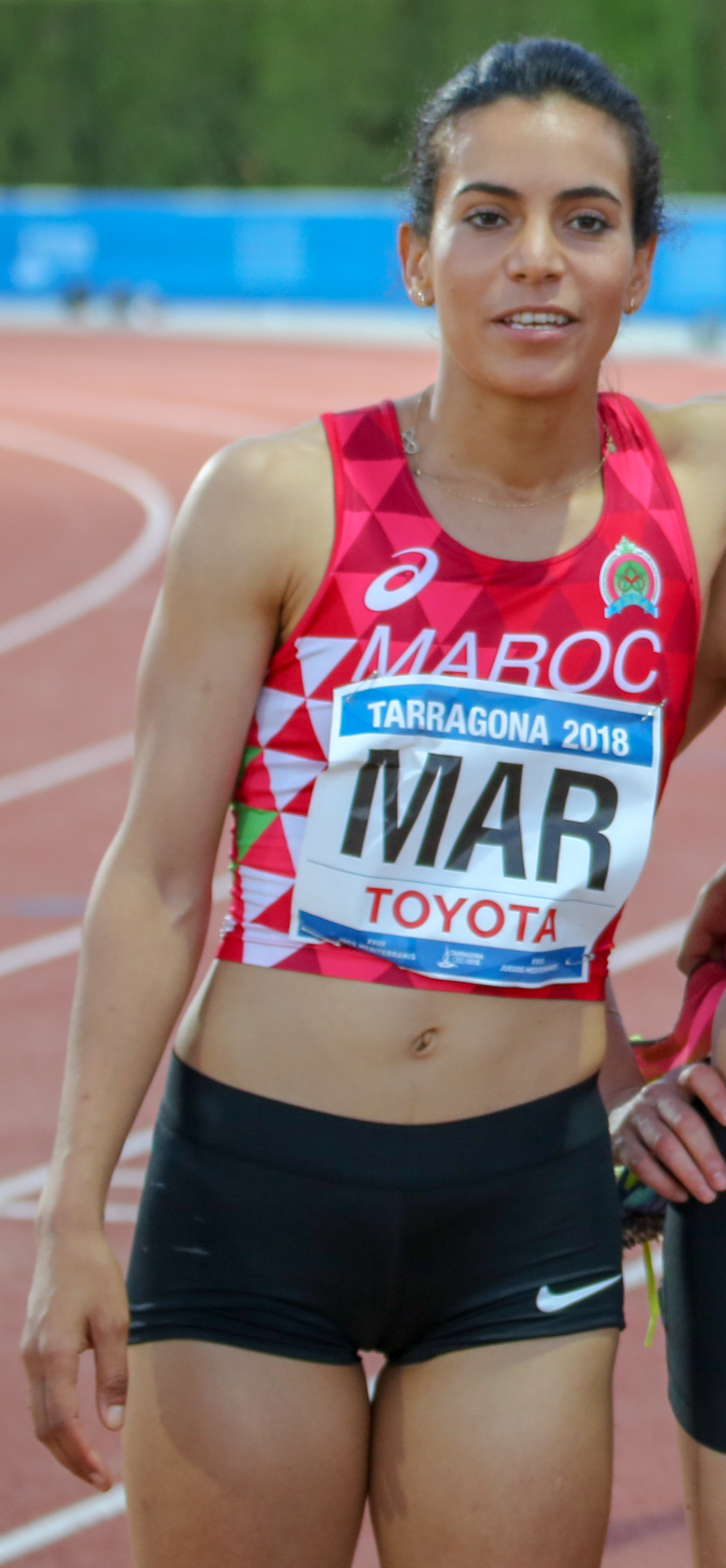
Rababe Arafi kam auf den neunten Platz
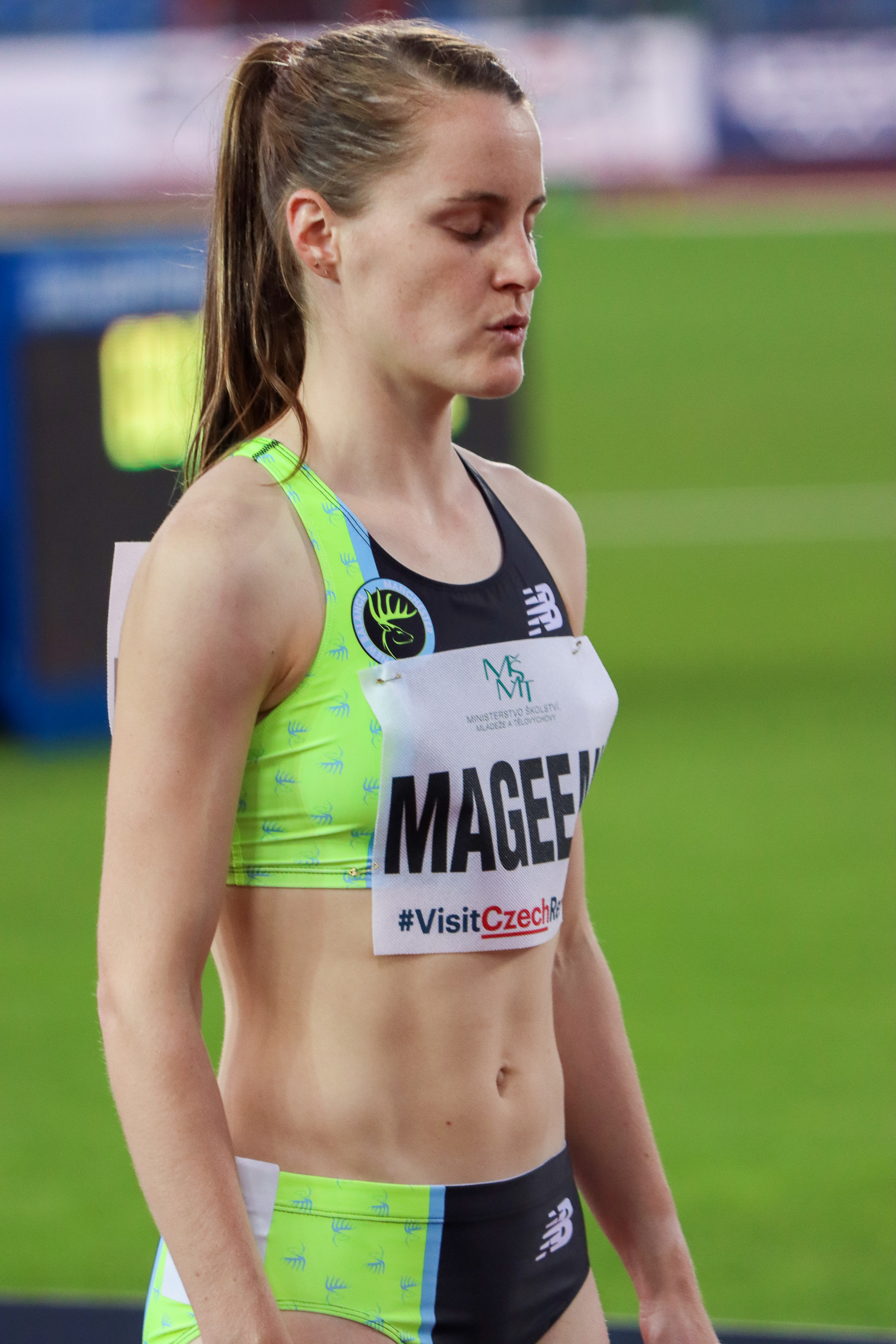
Rang zehn für Ciara Mageean
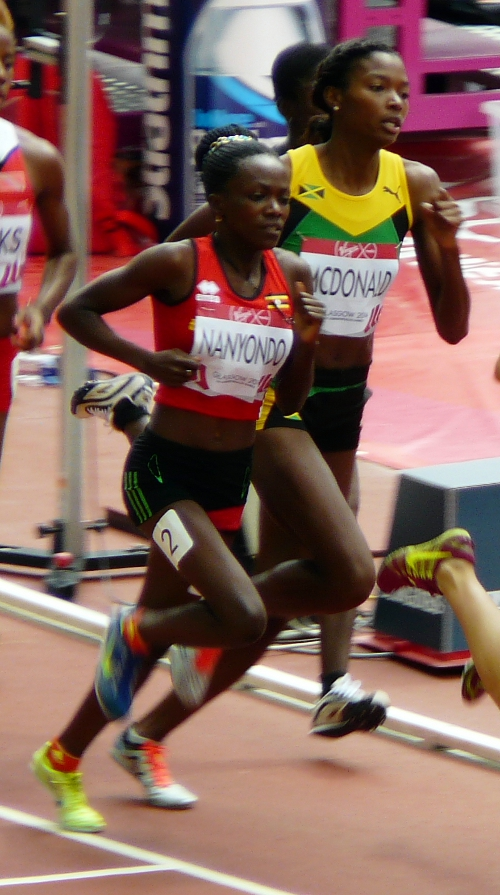
Winnie Nanyondo (links) – Platz elf
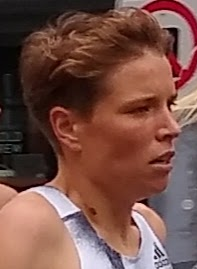
Nikki Hiltz – Platz zwölf

## Videolinks
- Women's 1500m Final | World Athletics Championships Doha 2019, youtube.com, abgerufen am 21. März 2021
- Women's 1500m Semi-Finals | World Athletics Championships Doha 2019, youtube.com, abgerufen am 21. März 2021